# Cophoscincopus
Cophoscincopus – rodzaj jaszczurek z podrodziny Lygosominae w obrębie rodziny scynkowatych (Scincidae).

## Zasięg występowania
Rodzaj obejmuje gatunki występujące w Afryce Zachodniej (Gwinea, Sierra Leone, Liberia, Wybrzeże Kości Słoniowej, Ghana i Togo). 

## Systematyka
Rodzaj zdefiniował w 1884 roku francuski botanik i zoolog Léon Vaillant w artykule poświęconym kolekcji gadów przywiezionych z Wybrzeża Kości Słoniowej opublikowanym w czasopiśmie Bulletin de la Société Philomathique de Paris. Gatunkiem typowym jest (oznaczenie monotypowe) Cophoscincopus simulans. Jednak nazwa – Cophoscincus – którą Vaillant nadał nowemu taksonowi, okazała się młodszym homonimem innego rodzaju scynkowatych opisanego w 1867 roku, w związku z tym w 1934 roku niemiecki herpetolog Robert Mertens nadał rodzajowi opisanemu przez Vaillanta nową nazwę – Cophoscincopus – jednocześnie na typ nomenklatoryczny wyznaczając (oryginalne oznaczenie) Cophoscincopus durus.

### Etymologia
- Cophoscincus: gr. κωφος kōphos ‘niemy’[5]; łac. scincus ‘rodzaj jaszczurek, scynk’, od gr. σκιγκος skinkos ‘rodzaj jaszczurek, scynk’[6].
- Cophoscincopus: rodzaj Cophoscincopus Vaillant, 1884; ωψ ōps, ωπος ōpos ‘wygląd, oblicze’[7].

### Podział systematyczny
Do rodzaju należą następujące gatunki: 
- Cophoscincopus durus (Cope, 1862)
- Cophoscincopus greeri Böhme, Schmitz & Ziegler, 2000
- Cophoscincopus senegalensis Trape, Mediannikov & Trape, 2012
- Cophoscincopus simulans (Vaillant, 1884)